# Сабинина, Марфа Степановна
Ма́рфа (Ма́рта) Степа́новна Саби́нина (30 мая 1831, Копенгаген — 14 (26) декабря 1892, Ялта) — русская общественная деятельница и музыкант, основательница Российского Красного Креста, фронтовая сестра милосердия, организатор православных церковных приходов и общин.

## Детство и юность в Веймаре, 1831—1859
Родилась в семье православного российского протоиерея Стефана Сабинина — выдающегося филолога и историка, являвшегося потомком русского национального героя Ивана Сусанина. Отец Марфы на момент её рождения служил настоятелем храма при посольстве Российской Империи в Дании. Матерью Марфы и десяти её братьев и сестер была Александра Вещезерова, дочь петербуржского протоиерея — переводчица и самодеятельный живописец.
В возрасте от шести до двадцати шести лет Марфа жила в Веймаре, где в то время проходил службу её отец; выросла «совершенно немецкой, но глубоко православной девушкой». Получила высококлассное домашнее воспитание, включавшее ряд европейских и древних языков, живопись на серьёзном профессиональном уровне, а также светский тон (отец был духовником православной супруги великого герцога Саксен-Веймар-Эйзенахского, при дворе которого часто бывали и его дети).
С детства обнаружился незаурядный талант Марфы к игре на фортепиано, а также сильные вокальные данные. В Дюссельдорфе и Веймаре она училась музыке у Клары Шуман (1850—1851), Петера Корнелиуса (1853—1855) и Ференца Листа (1853—1860). В 1857—1859 годах гастролировала с концертами как пианистка-виртуоз, в том числе впервые посетила Россию. Сочинила несколько вокальных циклов, два сборника фортепианных пьес и «Песнь Франциска» (нем. Franziskus-Lied) для хора в сопровождении фортепиано и арфы, на собственный текст; это произведение было впервые исполнено в Веймаре в 1857 году, позднее Ференц Лист также создал хоровое сочинение «К святому Франциску из Паолы» на слова Сабининой.

## При Дворе, 1859—1867
В 1859 году семья протоиерея Сабинина, в том числе двадцативосьмилетняя Марфа, возвращается в Россию, в Петербург. Вскоре после этого Марфа по предложению императрицы Марии Александровны становится преподавательницей музыки её детей — великого князя Сергея и великой княжны Марии. В этом качестве служит при императорском Дворе на протяжении восьми лет. При Дворе Марфа знакомится с фрейлиной баронессой Марией Фредерикс, которая до конца её жизни стала её ближайшей подругой и соратницей в общественном служении.

## Джемиет и Красный Крест, 1867—1882

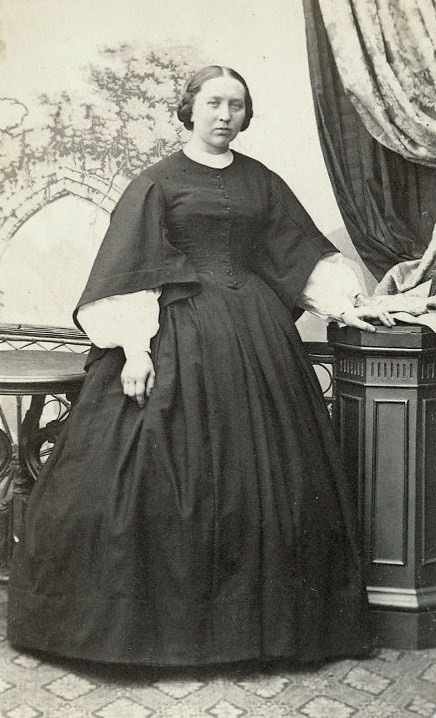
Марфа Сабинина (1850-е)

Ещё служа при Дворе, Марфа Сабинина первой высказывает императору мысль о необходимости развития и в России сети Красного Креста (которая уже существовала в то время в большинстве европейских стран). Благодаря организационной и финансовой помощи императрицы Марии Александровны и фрейлины Марии Фредерикс, уже в мае 1867 года было зарегистрировано и начало очень активно развиваться «Общество попечения о раненых и больных воинах» (с 1879 — Российский Красный Крест).
После завершения службы при Дворе в 1867 году Марфа с Марией Фредерикс переезжают на постоянное жительство в имение последней Джемиет (ныне поселок Восход) под Ялтой. Мать и четыре сестры Марфы поселяются по соседству, в поселке Магарач (ныне Отрадное). В Джемете ввиду относительного безденежья Марфа Сабинина неожиданно проявляет себя как талантливый менеджер, восстановитель крайне запущенного виноградарского и винодельческого хозяйства. Уже через три года имение стало высокоприбыльным, а его винная продукция начала получать медали на профильных выставках.
Основным приложением полученных доходов, делом жизни Марфы Сабининой и Марии Фредерикс, стала постройка на территории имения Джемиет храма (вызванная недостаточностью православных храмов на Южном Берегу Крыма) и основание при нем бесплатной больницы (которых там не хватало ещё в большей степени). Все это и было успешно реализовано благотворительницами в 1876 году. Любопытно, что всю живопись, весь текстиль и деревянный иконостас Благовещенского храма в Джемиете выполнили лично Марфа Сабинина, её мать, сестры, а также Мария Фредерикс.
Помимо этого, в 1870 году Марфа Сабинина по предложению императрицы Марии Александровны детально осматривала военные лазареты французской и прусской армий во время боевых действий между ними. После чего на основании полученной информации основала лазарет в Санкт-Петербурге, ставший образцом для разворачивания впоследствии его аналогов в системе Российского Красного Креста.
Во время Сербо-турецкой войны 1876-77 годов и последовавшей за ней Русско-турецкой войны Марфа Сабинина и её сестры работают в лазаретах (и организовывают таковые), а также активно занимаются эвакуацией раненых на территориях боевых действий в Сербии и Румынии. За свою военно-медицинскую деятельность Марфа Сабинина была награждена рядом орденов и медалей Российской империи.

## Кастрополь, 1882—1892
Вернувшись после войны в Крым Марфа Сабинина отдает все силы созданной ею бесплатной больнице (Благовещенская община сестер милосердия) в Джемете и основанному ею там же православному приходу.
Через несколько лет, в 1882 году, произошла семейная трагедия — в поселке Магарач грабителями были убиты престарелая мать и четыре сестры Марфы Сабининой. Переживания общественной деятельницы усугубились тем, что на суд присяжных подействовали либеральные доводы адвокатов, защищавших убийц семейства Сабининых — и часть участников преступления была отпущена без наказания.
Желая покинуть место, связанное с тяжелыми воспоминаниями, Марфа и Мария Фредерикс переезжают в другое южнобережное поместье — имение юной баронессы Маргариты Толль (впоследствии Извольской) Кастрополь — где и прошли последние десять лет жизни Марфы Сабининой.
В Кастрополе она пишет свои «Записки», опубликованные уже после её смерти (1900-02, журнал «Русский архив»). После опубликования её «Записки» стали особо популярными, в частности, из-за воспоминаний об Н. В. Гоголе (четырнадцатилетняя Марфа в Веймаре видела Гоголя, когда он посетил её отца-священника, эти воспоминания являются важным источником в полемике о религиозности Гоголя). Помимо того, в Кастрополе Марфа Сабинина и Мария Фредерикс основали переносной православный храм — первый в поселке, на то время единственный на 12-верстную округу.
В 1892 году М. К. Извольская продает имение Кастрополь. Благотворительницы Сабинина и Фредерикс переезжают в Ялту; а основанный ими кастропольский храм передают в Феодосию. Через несколько месяцев, в последние дни 1892 года, Марфа Сабинина скончалась в Ялте на шестьдесят втором году жизни. Похоронена в Ялте на Поликуровском мемориале.